# Michael Wollny
Michael Wollny est un pianiste allemand de jazz né le 25 mai 1978 à Schweinfurt. Il fait partie du trio [em] avec la bassiste Eva Kruse et le batteur Eric Schaefer.
Michael Wollny commence son éducation musicale à l'école de musique de Schweinfurt ainsi qu'au conservatoire "Hermann Zilcher" de Wurtzbourg où il apprend le piano et le violon. À partir de 1997 il étudie à la Hochschule für Musik Würzburg avec Chris Beier. Il étudie également avec John Taylor et Walter Norris.
Entre 1998 et 2002 il fait partie du Bundesjazzorchester (l'orchestre de jazz fédéral) avec lequel il part en tournée. Il joue en duo depuis 2001 avec le saxophoniste Heinz Sauer et fait partie du trio régulier [em] avec la bassiste Eva Kruse et le batteur Eric Schaefer.
Le travail de Wollny a remporté de nombreux prix, notamment le Preis der deutschen Schallplattenkritik pour l'album Melancholia en 2005 avec Heinz Sauer.

## Discographie
- CDNR3 (Wollny / Kriener / Leyh, 2001)
- Melancholia (Heinz Sauer / Michael Wollny, 2004)
- Great German Song Book (Young Friends, 2005)
- Call it [em] (Wollny / Kruse / Schaefer, 2005)
- Certain Beauty (Heinz Sauer / Michael Wollny, 2006)
- Piano Works VII : Hexentanz (Michael Wollny, 2007)
- [em] 3 (Wollny / Kruse / Schaefer, 2008)
- live at Schloß Elmau (Joachim Kühn / Michael Wollny, 2009)
- Wunderkammer (Michael Wollny / Tamar Halperin, 2009)
- Thrill Box (Vincent Peirani / Michael Wollny / Michel Benita, 2013)
- Weltentraum (Michael Wollny Trio, 2014)
- Nachtfahrten (Michael Wollny / Christian Weber / Eric Schaefer, ACT, 2015)
- XXXX (Wollny / Emile Parisien / Tim Lefebvre / Christian Lillinger, ACT, 2021)[1] intitulé de la sorte en référence aux quatre lettres "X" eXtraites de 4 mots anglophones résumant le concept des jeux vidéo de stratégie Four / 4 X : eXplore - eXpand - eXploit - eXterminate, sinon eXperience de leur version "Five / 5 X" compte tenu de la jeunesse des musiciens ; et non pas en référence aux bœufs de ces 4 improvisateurs durant huit sets / séances réparti(e)s sur 4 nuits consécutives dans un jazz-night-club berlinois fameux, ni au nombre de ces 4 nuits d'impros expérimentales à l'origine de l'album[2].